# Europees kampioenschap trial 2017 (mannen)

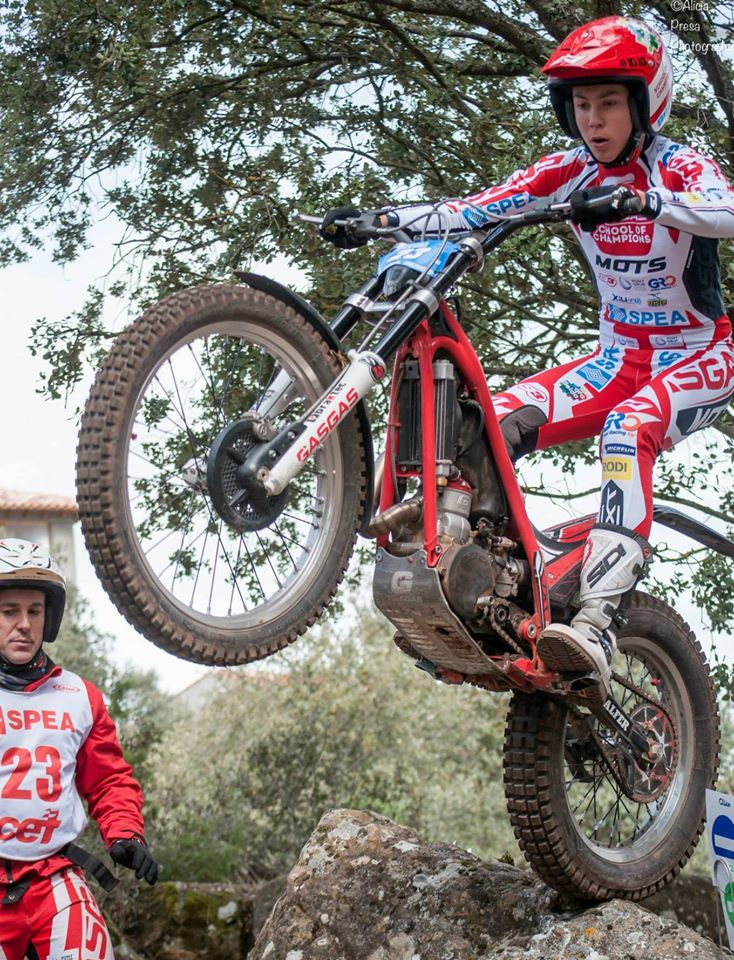
Europees kampioen Arnau Farré

Het FIM Europees kampioenschap trial 2017 werd tussen 22 april en 6 augustus gereden, waarbij de rijders in 4 wedstrijden verdeeld over 3 landen uitkwamen. Het EK eindigde met als winnaar de Catalaanse GasGasrijder Arnau Farré, die de Britse rijders Iwan Roberts (Beta) en Toby Martyn (Vertigo) achter zich liet. Farré wist 2 van de 4 wedstrijden te winnen.

## Eindklassement
| Nr. | Naam                           | NED | BEL | BEL | ITA | Totaal |
| --- | ------------------------------ | --- | --- | --- | --- | ------ |
| 1   | Arnau Farré (GasGas)           | 70  | 85  | 100 | 100 | 355    |
| 2   | Iwan Roberts (Beta)            | 45  | 100 | 85  | 85  | 315    |
| 3   | Toby Martyn (Vertigo)          | 100 | 60  | 70  | 55  | 285    |
| 4   | Jack Peace (GasGas)            | 60  | 70  | 60  | 60  | 250    |
| 5   | Andrea Riva (Sherco)           | 50  | 30  | 40  | 50  | 170    |
| 6   | Pietro Petrangeli (Sherco)     | 40  | 45  | 55  | 25  | 165    |
| 7   | Dan Peace (GasGas)             | 85  | 0   |     | 70  | 155    |
| 8   | Sondre G Haga (TRS)            | 25  | 55  | 50  | 20  | 150    |
| 9   | Ib Andersen (GasGas)           | 30  | 25  | 45  | 30  | 130    |
| 10  | Max Faude (Beta)               | 18  | 50  | 35  | 22  | 125    |
| 11  | Martin Matejicek (GasGas)      | 35  | 22  | 25  | 40  | 122    |
| 12  | Lorenzo Gandola (Scorpa)       | 14  | 20  | 30  | 45  | 109    |
| 13  | Martin Kroustek (Vertigo)      | 16  | 40  | 22  | 18  | 96     |
| 14  | Teo Colairo (Beta)             | 55  |     |     | 35  | 90     |
| 15  | Ole Kristian Sørensen (Sherco) | 20  | 35  | 20  |     | 75     |
| 16  | Arthur Rovery (Sherco)         | 8   | 18  | 18  | 10  | 54     |
| 17  | Marek Wunsch (GasGas)          | 10  | 10  | 16  | 16  | 52     |
| 18  | Andris Grinfelds (Sherco)      | 4   | 16  | 14  |     | 34     |
| 19  | Leevi Lindqvist (GasGas)       | 3   | 12  | 9   | 9   | 33     |
| 20  | Henry Vierimaa (Vertigo)       | 5   | 14  | 12  |     | 31     |
| 21  | Jarmo Robrahn (GasGas)         | 22  |     |     |     | 22     |
| 22  | Hugo Jervis (Beta)             | 7   |     |     | 14  | 21     |
| 23  | Randy Kerstjens (GasGas)       | 9   | 0   | 10  | RET | 19     |
| 24  | Sascha Neumann (Scorpa)        | 12  | 0   |     |     | 12     |
| 25  | Pierre Sauvage (Montesa)       | 12  |     |     |     | 12     |
| 26  | Timmy Hippel (Beta)            | 6   |     |     |     | 6      |

## Wedstrijdoverzicht
| Nr. | Land | Datum      | Naam circuit | Winnaar               |
| --- | ---- | ---------- | ------------ | --------------------- |
| 1   | NED  | 23 april   | Zelhem       | Toby Martyn (Vertigo) |
| 2   | BEL  | 29 april   | Bilstain     | Iwan Roberts (Beta)   |
| 3   | BEL  | 30 april   | Bilstain     | Arnau Farré (GasGas)  |
| 4   | ITA  | 6 augustus | Lazzate      | Arnau Farré (GasGas)  |